# 尾張萬歳
尾張万歳（おわりまんざい）とは、愛知県知多市に伝わる伝統芸能である。1996年12月20日に国の重要無形民俗文化財に指定された。継承地名より知多万歳とも呼ばれる。

## 歴史

### 起源
吉川弘文館　陰陽師と貴族社会　繁田信一著によれば、安土桃山時代、国家の雇用人であった陰陽師が、弾圧や迫害を受け衰微し、その後、1594年（文禄3年）に豊臣秀吉がすでに民間の陰陽師となった声聞師にたいし、荒地の開墾を命じ、辛うじて生き残った多くが尾張（尾張国春日井郡清洲付近）に追いやられ、そして千秋万歳をおこし、それが尾張万歳として生き残り、現在の上方芸人、浄瑠璃、歌舞伎の基になったといわれ、歌舞伎は、京都で出雲大社の巫女が男装をして踊り、現代に引き継がれたと記述されている。
注）下記及び以下の記述の大半は、知多市教育委員会発行の冊子「尾張万歳」から転載されたものである。
もうひとつの伝承としては、尾張国春日井郡矢田村（現在の愛知県名古屋市東区矢田町）にある長母寺を開いた無住国師が、鎌倉時代の正応年間（1288年 - 1293年）に寺の雑役をしていた村人に法華経をわかりやすく説き、節を付けて教えたのがその起こりとされ法華経万歳と呼ばれた。知多半島周辺の大高村（現・名古屋市緑区大高町）や薮村（現・東海市養父町）、寺本村（現・知多市八幡）が長母寺の寺領であったことから，知多地方に万歳が普及したといわれる。

### 変遷
江戸時代の尾張万歳は三河万歳のように江戸ではなく、伊勢・紀伊・遠江・木曽などを廻った。江戸時代の末期近くになると、舞台芸能としての性格を強くうちだした御殿万歳や、従来の正月の祝福芸ではなく、三味線や胡弓を取り入れたり歌舞伎などに演目の題材を求めた三曲万歳が生み出された。
披露する季節を問わなくなった三曲万歳の中でも、なぞかけ問答やお笑いで進める音曲万歳は、明治時代に愛知郡笈瀬村（現・名古屋市中川区笈瀬町）の嵐伊六により伊六万歳（「うかれ節」「あほだら経」など独自の芸風を創出し、中腰で演じることから中腰万歳とも言われる）へと発展し、後の漫才と基礎となった。
大衆受けする新しい形の尾張万歳は各地にあった万歳にも影響を与えていき、大正時代には万歳の劇団も結成されて劇場などで興業が行われ、農閑期の出稼ぎではなく年間を通して働く職業としても成り立つようになった。
隆盛を極めた尾張万歳であったが、第二次世界大戦後に社会や生活の変化などにより、尾張万歳をはじめ多くの万歳は衰退した。このまま伝承が途絶える事に危機感を募らせた人達が、愛知県の民俗文化財に指定されるのをきっかけに、三つあった保存会を統合し「知多万歳保存会」（現在「尾張万歳保存会」）を結成し、保存伝承活動を行ってきた。1996年12月には、国の重要無形民俗文化財の指定を受けるに至った。
なお、尾張万歳を伝承する団体はいくつか存在するが、「重要無形民俗文化財」として指定されているのは、「尾張万歳保存会」のみである。

## 概要

### 編成
扇子をかざして祝詞を言い立てる太夫（たゆう）1人と、小鼓を打ち囃して合いの手を入れる才蔵（さいぞう）1人の2人1組が基本となるが、演目により才蔵（さいぞう）が2〜6人となる。

### 種類
門付万歳・御殿万歳・三曲万歳があり、門付万歳には訪れる各家の宗派に合わせて、法華経・六条・御城・神力・地割の五万歳がある。

#### 門付万歳
もともと万歳は、家々の門や玄関先あたりで舞う「門付け（かどつけ）」が普通であったためこう呼ばれる。しかし、不特定多数の家々を門付けしてまわる万歳師以外に、檀那場（だんなば）といわれる特定のお得意先をまわり、座敷で万歳を披露する万歳師もいた。
いわゆる檀那場万歳・座敷万歳は門付けの万歳に比べ、芸を演じるための座敷（舞台）が確保されている事で、人数を増やすなどすこし大がかりな万歳が演じられた。これは檀那場を確保するために、万歳の内容にも創意工夫がなされるようになったことも一因といえる。このことが御殿万歳や三曲万歳へとつながっていくのである。
- 五万歳

初期のものは法華経をもとにした法華経万歳であったため、後にそれぞれの家の宗派に合わせた四つの万歳が作られた。厳格な作法にのっとり神棚や仏壇、床の間に向かって演じられる儀式的なものである。地割万歳が最も後代の作とみられる。
- 法華経万歳

発祥地とされる長母寺の臨済宗や天台宗、日蓮宗の家で行う。
- 六条万歳

浄土真宗の家で行うもので、宗派の開祖である親鸞の一代記や、本願寺の御堂のすばらしさを謡った万歳。本願寺のある通りが六条であったことからこの名が付く。
- 御城万歳

江戸の屋敷などで行う万歳で、江戸城や大名屋敷などの繁栄の様子やすばらしさを謡う。
- 神力万歳

名古屋の熱田神宮の造営の様子を謡う万歳で、神道の家で行う。
- 地割万歳

屋敷を建てるときに祝う万歳。演じる時と場所を選ばない。
これら五万歳が尾張万歳の基本だが、家の人からは背を向けた形で演じられる上に、内容が厳格で作法を重んじ面白さに欠けるという面があった。そのため、五万歳を謡った後に雰囲気を和らげるために、家の人たちに向かって演じる面白さを重視した万歳も作られ、余興として演じられた。これらを以下に記す。
- 福倉持倉（ふくらもくら）

「なかなかなか…」と歌い出すところから、なかなか万歳とも呼ばれる。地割万歳以外の万歳を謡った後に演じられた。
- 入り込み万歳

江戸時代中期の宝暦年間（1751年 - 1764年）に考え出された、各地の特産物の名前を入れて祝う万歳で地割万歳に続いて歌われる。お茶やお酒などの特産物から「お茶ばやし」「お酒ばやし」などと呼ばれた。

#### 御殿万歳
天保年間（1830年 - 1844年）に地割万歳を基に考え出された万歳の形式であり演目。これは太夫1人に才蔵が4人から6人で行うの万歳で、新春に鶴と亀が来訪し、家を建てる柱一本ごとに各地の神々を呼び込んで瓦を伏せ、七福神が現れて新築を祝うという、厳粛な中にもめでたさと面白さを盛り込んだ内容である。御殿が建っていく様から御殿万歳と呼び、舞台芸としての華やかさと笑いを強調した祝福芸として、各地の万歳に取り入れられ演じられていった。愛知県安城市の別所万歳（三河万歳）や愛知県東海市に伝わる御殿万歳（尾張万歳の種類形式をそのまま名称として用いている）も同じものである。
但し、愛知県西尾市の森下万歳（三河万歳）や 石川県金沢市の加賀万歳は、「門付けを行わず屋敷（御殿）内の舞台や座敷で万歳を披露したことから、万歳そのものを御殿万歳と別称する」としているため意味が異なる。

#### 三曲万歳
1839年（天保10年）頃に演じられるようになったといわれる万歳の形式で、鼓・三味線・胡弓の三楽器を用いることから三曲万歳と呼ばれる。歌舞伎などからの演目を取り入れて、芝居の演じ手と楽器の弾き手が分かれ、舞台上で演じるもので芝居万歳とも呼ばれた。また、なぞかけ問答やお笑いで進める音曲万歳もあった。これらの万歳も各地に広まり、3人がそれぞれ鼓・三味線・胡弓を持ちながら謡うという形のものも現れた。現在でも落語の寄席などで度々演じられる。

## 関連事項
- 萬歳
- 漫才
- 知多市
- しかたしん - 氏が作者の童話『ぼくと化け姉さん』の１シーンで出てくる。